# Abigail Mandana Holmes Christensen
Abigail Mandana Holmes Christensen (c. 1852 – 1938) foi uma folclorista americana.

## Biografia
Abigail ("Abbie") Christensen nasceu em Massachusetts, filha de pais abolicionistas, sua família mais tarde mudou-se para a Carolina do Sul . Ela investigou a origem africana do folclore registrado na região, encaminhando seleções para jornais e revistas, e eventualmente publicou várias obras sobre contos e dialetos afro-americanos. Christensen foi, por um curto período, membro da American Folklore Society e publicou no seu jornal. Ela simpatizava com movimentos contemporâneos relacionados à temperança, protesto contra a desigualdade e outras causas socialistas, mas dava especial atenção à situação das pessoas de quem coletava seu material. Seu principal trabalho foi Afro-American folk lore: told round cabin fires on the Sea Islands of South Carolina (em português, Folclore Afro-Americano: Contado ao Redor das Fogueiras nas Ilhas do Mar da Carolina do Sul),  Christensen pretendia que os lucros dessa obra fossem usados para promover a igualdade e autodeterminação dos afro-americanos, e ajudou no financiamento da Port Royal Agricultural School para esse fim. O trabalho de Christensen sobre Spiritual e cantos afro-americanos foi apresentado aos participantes da Exposição Mundial de Colômbia.